# The Crown (3.ª temporada)
A terceira temporada de The Crown segue a vida e o reinado da Rainha Elizabeth II entre 1964 à 1977. Consiste em dez episódios e foi lançado na Netflix em 17 de novembro de 2019.
Olivia Colman estrela como Elizabeth, junto com os membros do elenco principal Tobias Menzies, Helena Bonham Carter, Ben Daniels, Jason Watkins, Marion Bailey, Erin Doherty, Jane Lapotaire, Charles Dance, Josh O'Connor, Geraldine Chaplin, Michael Maloney, Emerald Fennell, e Andrew Buchan, John Lithgow e Pip Torrens retornam em participações especiais.

## Premissa
The Crown traça a vida da Rainha Elizabeth II desde seu casamento em 1947 até o início dos anos 2000.
A terceira temporada cobre o período entre 1964 e 1977, começando com a eleição de Harold Wilson como primeiro-ministro e terminando com o Jubileu de Prata de Elizabeth II. Os eventos descritos incluem o desmascaramento do conselheiro de arte da Rainha, Sir Anthony Blunt, como um espião soviético, Harold Wilson e os respectivos tempos de Edward Heath como primeiro-ministro, o desastre de Aberfan, a Apollo 11 pousando na lua, a investidura do príncipe Charles em 1969, a morte do duque de Windsor, a morte e o funeral de Winston Churchill, e o caso de oito anos da princesa Margaret com o baronete e jardineiro Roddy Llewellyn e a tentativa de suicídio que levou ao divórcio da princesa com Antony Armstrong-Jones em 1978. O presidente dos Estados Unidos Lyndon B. Johnson e Camilla Shand também são apresentados.

## Elenco

### Principal
- Olivia Colman como Rainha Elizabeth II[14]
- Tobias Menzies como Príncipe Philip, Duque de Edimburgo, marido de Elizabeth II[15]
- Helena Bonham Carter como Princesa Margaret, Condessa de Snowdon, irmã mais nova de Elizabeth II[16]
- Ben Daniels como Antony Armstrong-Jones, conde de Snowdon, marido da Princesa Margareth[17]
- Jason Watkins como primeiro-ministro Harold Wilson
- Marion Bailey como a Rainha Elizabeth A Rainha Mãe (mãe de Elizabeth II)
- Erin Doherty como Princesa Anne, filha de Elizabeth II[18]
- Jane Lapotaire como Princesa Alice de Battenberg, mãe do Príncipe Philip[19]
- Charles Dance como Louis Mountbatten, 1º Conde Mountbatten da Birmânia, tio do Príncipe Philip[20]
- Josh O'Connor como Príncipe Charles, o filho mais velho de Elizabeth II[21]
- Geraldine Chaplin como Wallis, Duquesa de Windsor, esposa do Duque de Windsor, tia de Elizabeth II[22]
- Michael Maloney como Primeiro Ministro Edward Heath
- Emerald Fennell como Camilla Shand, namorada do Príncipe Charles[23]
- Andrew Buchan como Andrew Parker Bowles, namorado depois noivo e marido de Camila Shard

#### Participação especial
Os seguintes atores são creditados nos títulos de abertura de episódios individuais em que desempenham um papel significativo:
- John Lithgow como Winston Churchill, ex-primeiro ministro[19]″
- Clancy Brown como Lyndon B. Johnson, presidente dos Estados Unidos[24]
- Mark Lewis Jones como Edward Millward
- Tim McMullan como Robin Woods
- Derek Jacobi como o Duque de Windsor, ex-Rei Edward VIII, tio de Elizabeth II
- Harry Treadaway como Roddy Llewellyn[25]

### Recorrente
- David Rintoul como Sir Michael Adeane[26] (8 episódios)
- Charles Edwards como Sir Martin Charteris[26] (8 episódios)
- Michael Thomas como Henry, Duque de Gloucester, tio de Elizabeth II (6 episódios)
- Penny Downie como Alice, Duquesa de Gloucester, esposa do Duque de Gloucester, tia de Elizabeth II (5 episódios)
- Alan Gill como Winkie (2 episódios)
- Pippa Winslow como Blinkie (2 episódios)
- Mark Dexter como Tony Benn, político britânico[26] (5 episódios)
- Lorraine Ashbourne como Barbara Castle[26] (5 episódios)
- Aden Gillett como Richard Crossman (3 episódios)
- Sam Phillips como Equerry da Rainha (8 episódios)
- Sinéad Matthews como Marcia Williams[26] (3 episódios)
- David Charles como George Thomas (2 episódios)
- Stuart McQuarrie como George Thomson (2 episódios)
- Patrick Ryecart como o Bernard Fitzalan-Howard, Duque de Norfolk (2 episódios)
- Connie M'Gadzah como Sydney Johnson (2 episódios)

### Convidados
Os atores listados abaixo aparecem em apenas um episódios no decorrer da temporada.
- Samuel West como Sir Anthony Blunt, professor de história da arte e espião da KGB[19]
- Angus Wright como Sir Martin Furnival Jones[26]
- Paul Hilton como Michael Straight
- Kirsty Maclaren como Violet
- Teresa Banham como Mary Wilson, esposa de Harold Wilson
- Anthony Brophy como James Jesus Angleton
- Michael Simkins como Sir Patrick Dean
- Martin McDougall como W. Marvin Watson
- Suzanne Kopser como Lady Bird Johnson, primeira-dama dos Estados Unidos
- Pip Torrens como Sir Tommy Lascelles
- Beau Godson como Princesa Margaret jovem
- Ifan Huw Dafydd como Howell
- Richard Harrington como Fred Phillips[26]
- Dyfrig Morris como Thomas Edwards
- Gwyneth Keyworth como Gwen Edwards
- Charlotte Gray como Beryl Moss
- Alison Jones como Mary Phillis
- Bea Stevens-Johnson como Sarah Edwards
- Charlie Baron como Rhys Edwards
- Ana Morgan como Helen Edwards
- Peredur Hedd Llywelyn como Geraint Moss
- Steven Elliot como Geoffrey Morgan
- David Rees Talbot como Alun Jenkins
- Colin Morgan como John Armstrong[26]
- Miltos Yerolemou como Chronos
- Nigel Whitmey como Marquis Childs
- Colin Stinton como Lawrence E. Spivak
- Finn Elliot como jovem Philip
- Leonie Benesch como Princesa Cecile, irmã do Príncipe Philip
- John Hollingworth como Lord Porchester[25]
- Rupert Vansittart como Cecil Harmsworth King[26]
- Julian Glover como Cecil Boyd-Rochfort
- Lucas Hare como John Barratt
- Philippe Smolikowski como Alec Head
- John Finn como Arthur "Bull" Hancock
- Nia Roberts como Silvia Millward[26]
- David Summer como Thomas Parry
- Henry Dimbleby como Richard Dimbleby[26]
- Alan David como Ben Bowen Thomas
- Robert Powell Jones como Andras Millward
- Alice White como Bethan
- Henry Pettigrew como Neil Armstrong, astronauta[26]
- Felix Scott como Buzz Aldrin, astronauta[26]
- Andrew-Lee Potts como Michael Collins, astronauta[26]
- Sidney Jackson como Príncipe Edward, filho de Elizabeth II
- Marlo Woolley como Príncipe Andrew, filho de Elizabeth II
- Jonathan Broadbent como James Burke
- Fred Broom como Cliff Michelmore
- Daniel Beales como Patrick Moore
- Kevin Eldon como Priest Michael
- Simon Connolly como Marvin Miles
- Penelope McGhie como Henrietta Woods
- Matthew Baldwin como Kenneth Harris
- Togo Igawa como Hirohito, Imperador do Japão[26]
- David Wilmot como Arthur Scargill[26]
- Stephen Riddle como Derek Parker Bowles
- Judith Alexander como Ann Parker Bowles, mãe de Andrew Parker Bowles
- Robert Benedetti-Hall como Major Bruce Shand, pai de Camila Shard
- Nesba Crenshaw como Rosalind Shand
- Louis Zegrean como jovem Edward "Ted" Heath
- Jessica De Gouw como Lucy Lindsay-Hogg[26]
- Nancy Carroll como Lady Anne Glenconnor[26]
- Richard Teverson como Colin Tennant
- Martin Wimbush como Sir Ronald Bodley Scott
- Dan Skinner como Alastair Burnet
- Tim Bentinck como Sir John Betjeman, poeta inglês

## Episódios
| N.º | Título | Dirigido por                            | Escrito por         | Lançamento                   |                        |
| --- | ------ | --------------------------------------- | ------------------- | ---------------------------- | ---------------------- |
| 21 | 1      | "Olding"                                | Benjamin Caron      | Peter Morgan                 | 17 de novembro de 2019 |
| Em 1964, quando a Grã-Bretanha deu as boas-vindas ao novo primeiro-ministro Harold Wilson, Elizabeth ouviu rumores de que Wilson estava trabalhando para a KGB sob o pseudônimo de "Olding". Ela inicialmente os rejeita como fofoca, mas depois descobre por um moribundo Winston Churchill que ele suspeitava de Wilson durante seu tempo como primeiro-ministro. Em outro lugar, Margaret, agora condessa de Snowdon, sofre com um casamento fracassado com Tony. No ano seguinte, enquanto assistia ao funeral de Churchill, Elizabeth testemunha Wilson conversando com russos. Em Washington, D.C., um agente informa o Departamento de Justiça sobre uma espião da KGB dentro do Palácio de Buckingham. Elizabeth mais tarde descobre que o consultor de arte Sir Anthony Blunt é o espião e pede desculpas a Wilson, mas decide manter a verdade em segredo por medo de prejudicar sua reputação. Philip confronta Blunt em particular e descobre que possui conhecimento sobre o Caso Profumo. |        |                                         |                     |                              |                        |
| 22 | 2      | "Margaretology" "(Margaretologia)" (BR) | Benjamin Caron      | Peter Morgan                 | 17 de novembro de 2019 |
| Em 1965, Margaret e Tony embarcam em uma excursão pelos Estados Unidos, visitando grandes cidades ao longo da Costa Oeste e uma família do Arizona antes de irem ao lançamento do livro de Tony em Nova York. De volta ao Reino Unido, Wilson diz a Elizabeth que o país precisa de um resgate financeiro do presidente Lyndon B. Johnson e o convida para discutir o assunto. Depois de três tentativas fracassadas, Wilson conclui que o motivo pelo qual Johnson recusou o convite é que o Reino Unido não apoiou os Estados Unidos na Guerra do Vietnã. No último minuto, Johnson convida Margaret para um jantar privado na Casa Branca, onde ela consegue persuadi-lo a ajudar no auxílio para o Reino Unido. Philip, mais tarde, aconselha Elizabeth a não lhe dar mais responsabilidades. |        |                                         |                     |                              |                        |
| 23 | 3      | "Aberfan"                               | Benjamin Caron      | Peter Morgan                 | 17 de novembro de 2019 |
| Em outubro de 1966, após o desastre de Aberfan, Elizabeth decide adiar uma visita à vila, apesar das tentativas de Wilson de convencê-la do contrário. Philip, porém, vai ao funeral das crianças que morreram. O público culpa a empresa National Coal Board pelo desastre antes de colocar a culpa no governo. Depois de receber uma carta criticando-a por não ter empatia, Elizabeth confronta Wilson, que diz que veio de alguém de sua hierarquia. Elizabeth depois visita Aberfan, colocando flores em túmulos e visitando familiares enlutados, e se encontra com Wilson sobre sua falta de emoção. Em particular, ela chora ao ouvir a gravação do hino cantado no funeral das crianças. |        |                                         |                     |                              |                        |
| 24 | 4      | "Bubbikins"                             | Benjamin Caron      | Peter Morgan                 | 17 de novembro de 2019 |
| Em 1967, Wilson diz a Elizabeth que a Princesa Alice, que vive em Atenas, na Grécia, está ameaçada pela recente imposição do regime militar. Elizabeth consegue que Alice vá para o Reino Unido e fique no Palácio de Buckingham, apesar dos protestos de Philip. Enquanto Elizabeth e Anne cuidam de Alice, a família real participa de um documentário para mostrar que são pessoas normais. Os críticos rejeitaram o documentário após sua exibição, o que levou Philip a marcar uma entrevista para a princesa Anne com o repórter do The Guardian, John Armstrong. Armstrong, no entanto, entrevista Alice e o artigo subsequente é publicado com sucesso, resultando em Philip fazendo as pazes com sua mãe. |        |                                         |                     |                              |                        |
| 25 | 5      | "Coup" "(Golpe)" (BR)                   | Christian Schwochow | Peter Morgan                 | 17 de novembro de 2019 |
| Em 1967, Elizabeth e Porchey viajam para a França e para a América para ver os cavalos de corrida enquanto Wilson decide desvalorizar a libra. Cecil Harmsworth King se encontra com Lord Mountbatten, propondo um plano para substituir Wilson. Embora inicialmente cético, Mountbatten aceita a ideia, mas depois afirma que um golpe de Estado não pode acontecer sem autorização. Wilson liga para Elizabeth e traz suas suspeitas. Após seu retorno, Elizabeth repreende Mountbatten, que mais tarde visita Alice para discutir sua velhice e lugar na sociedade. |        |                                         |                     |                              |                        |
| 26 | 6      | "Tywysog Cymru"                         | Christian Schwochow | James Graham & Peter Morgan  | 17 de novembro de 2019 |
| Seguindo o conselho de Wilson, Elizabeth decide tirar Charles da Universidade de Cambridge, onde ele finalmente encontrou alguma felicidade e gosto pelo teatro amador, e manda-o por três meses para o País de Gales para estudar e aprender a língua antes de sua investidura como Príncipe do País de Gales. Lá, ele faz amizade com seu tutor galês, Tedi Millward, e torna-se simpático ao nacionalismo galês de Millward. A decisão de Charles de incluir declarações em seu discurso de investidura que efetivamente expressam apoio a Gales irrita Elizabeth, que tem seu discurso traduzido depois de feito. Charles pede um encontro com sua mãe, na esperança de apreciação ou mesmo de algum afeto, mas não recebe e, em vez disso, é repreendido que deve permanecer imparcial e suprimir suas opiniões. Charles volta a atuar em uma peça em Cambridge, onde Anne está entre o público.                                                                                                   |        |                                         |                     |                              |                        |
| 27 | 7      | "Moondust" "(Poeira da Lua)" (BR)       | Jessica Hobbs       | Peter Morgan                 | 17 de novembro de 2019 |
| Em meio ao primeiro pouso na lua, o príncipe Philip se sente insatisfeito com sua falta de realizações e busca inspiração. Quando os astronautas da Apollo 11 visitam o Palácio de Buckingham, Philip consegue uma entrevista particular. Ele pergunta a eles como foi o pouso na lua e, esperando "deuses", fica desapontado com suas respostas mundanas. Eles, por sua vez, perguntam a ele como é morar no Palácio de Buckingham. Ele critica o reitor de Windsor como chato, o que levou Elizabeth a fazer o reitor se aposentar. Seu substituto como decano, Robin Woods, abre uma nova 'academia religiosa para crescimento pessoal e espiritual' no terreno do Castelo de Windsor. Philip é convidado a participar e, embora resista no início, acaba compartilhando sua experiência com o grupo da academia e torna-se amigo de Woods. |        |                                         |                     |                              |                        |
| 28 | 8      | "Dangling Man" "(Homem Dangling)" (BR)  | Sam Donovan         | David Hancock & Peter Morgan | 17 de novembro de 2019 |
| Este episódio explora o início do triângulo amoroso entre o príncipe Charles, Andrew Parker Bowles e a namorada de Parker Bowles, Camilla Shand, e o caso da princesa Anne com Andrew Parker Bowles. Ele também trata do encontro final de Elizabeth com o Duque de Windsor, pouco antes de sua morte em 1972. Eles refletem sobre as circunstâncias que levaram Elizabeth a se tornar rainha; ele pede seu perdão, mas ela também observa que às vezes é grata por ele ter abdicado. Ele dá a ela as cartas que o príncipe Charles escreveu para ele, que ela mais tarde lê com preocupação, nas quais ele jura ser um indivíduo. Edward Heath torna-se primeiro-ministro após as eleições gerais de 1970. |        |                                         |                     |                              |                        |
| 29 | 9      | "Imbroglio"                             | Sam Donovan         | Peter Morgan                 | 17 de novembro de 2019 |
| Este episódio trata da Greve dos Mineiros de 1972, e da trama bem-sucedida de Lord Mountbatten e da Rainha Elizabeth para interromper o relacionamento entre o Príncipe Charles e Camilla Shand - Charles é informado de que seu relacionamento acabou e irá servir na Marinha no exterior por 8 meses. Depois que a Rainha-Mãe conversa com os pais de Andrew Parker-Bowles e Camilla Shand, o casamento acontece entre Andrew e Camilla. A rainha, inicialmente simpatizando com Charles, ouve de Anne sobre seu caso com Andrew Parker-Bowles e sua crença de que Camilla está destinada a ele e não a Charles. |        |                                         |                     |                              |                        |
| 30 | 10     | "Cri de Coeur"                          | Jessica Hobbs       | Peter Morgan                 | 17 de novembro de 2019 |
| Depois que seu casamento começa a desmoronar, Margaret é apresentada a Roddy Llewellyn, e eles começam um relacionamento. Eles eventualmente viajam para o Caribe, onde são fotografados juntos; as fotos são impressas nos jornais. Ao saber disso, Elizabeth os chama de volta à Grã-Bretanha com base no conselho de sua mãe. Após a renúncia de Wilson, Margaret tenta o suicídio, embora depois de Elizabeth visitá-la, elas se unem novamente e falam sobre seu casamento fracassado e idade. Em 1977, o Jubileu de Prata da Rainha Elizabeth II é celebrado, marcando seu 25º aniversário como soberana do Reino Unido. |        |                                         |                     |                              |                        |

## Produção
Em outubro de 2017, a "produção inicial" havia começado em uma antecipada terceira e quarta temporadas, e em janeiro do ano seguinte, a Netflix confirmou que a série havia sido renovada para uma terceira e quarta temporadas.
Os produtores reformulam os papéis contínuos com atores mais velhos a cada duas temporadas, conforme a linha do tempo avança e os personagens envelhecem. Em outubro de 2017, Olivia Colman foi escalada como Rainha Elizabeth II para terceira e quarta temporadas.
</ref> Em janeiro de 2018, Helena Bonham Carter e Paul Bettany estavam em negociações para retratar a princesa Margaret e o príncipe Philip, respectivamente, para essas temporadas. No entanto, no final do mês, Bettany foi forçada a desistir devido ao compromisso de tempo necessário. No final de março de 2018, Tobias Menzies foi escalado como Príncipe Philip para terceira e quarta temporadas. No início de maio de 2018, Bonham Carter foi confirmado para ter sido escalado, ao lado de Jason Watkins, como o primeiro-ministro Harold Wilson. No mês seguinte, Ben Daniels foi escalado como Antony Armstrong-Jones para a terceira temporada, junto com Erin Doherty se juntando à série como Princesa Anne. Um mês depois, Josh O'Connor e Marion Bailey foram escalados como Príncipe Charles e a Rainha Mãe, respectivamente, para a terceira e quarta temporadas. Em outubro de 2018, Emerald Fennell foi escalada como Camilla Shand. Em dezembro de 2018, Charles Dance foi escalado como Louis Mountbatten.

## Lançamento
A terceira temporada foi lançada na Netflix em todo o mundo em sua totalidade em 17 de novembro de 2019, e consiste em dez episódios.

## Recepção
O Rotten Tomatoes relatou um índice de aprovação de 90% para a terceira temporada com base em 100 avaliações, com uma classificação média de 8.54/10. Seu consenso crítico diz: "Olivia Colman brilha, mas à medida que The Crown avança de maneira confiável e luxuosa ao longo do tempo, ela encontra espaço para os personagens ao seu redor, proporcionando ampla oportunidade para o conjunto atraente brilhar também." No Metacritic, a temporada detém uma pontuação de 84 de 100 com base em 30 críticos, indicando "aclamação universal".